# Clarence S. Campbell Bowl
El Trofeo Clarence S. Campbell (en inglés Clarence S. Campbell Bowl, o simplemente Campbell Trophy), en un galardón que entrega la NHL a los campeones de la Conferencia Oeste de dicha competición. Es llamado Clarence S. Campbell, por quien fuera presidente de la NHL desde las temporadas 1946–47 a 1976–77. El trofeo fue construido en plata. Los Vegas Golden Knights son los actuales campeones.

## Ganadores del Trofeo Campbell
Temporada Equipo
- 1967–68 - Philadelphia Flyers
- 1968–69 - St. Louis Blues
- 1969–70 - St. Louis Blues
- 1970–71 - Chicago Blackhawks
- 1971–72 - Chicago Blackhawks
- 1972–73 - Chicago Blackhawks
- 1973–74 - Philadelphia Flyers
- 1974–75 - Philadelphia Flyers
- 1975–76 - Philadelphia Flyers
- 1976–77 - Philadelphia Flyers
- 1977–78 - New York Islanders
- 1978–79 - New York Islanders
- 1979–80 - Philadelphia Flyers
- 1980–81 - New York Islanders
- 1981–82 - Vancouver Canucks
- 1982–83 - Edmonton Oilers
- 1983–84 - Edmonton Oilers
- 1984–85 - Edmonton Oilers
- 1985–86 - Calgary Flames
- 1986–87 - Edmonton Oilers
- 1987–88 - Edmonton Oilers
- 1988–89 - Calgary Flames
- 1989–90 - Edmonton Oilers
- 1990–91 - Minnesota North Stars
- 1991–92 - Chicago Blackhawks
- 1992–93 - Los Angeles Kings
- 1993–94 - Vancouver Canucks
- 1994–95 - Detroit Red Wings
- 1995–96 - Colorado Avalanche
- 1996–97 - Detroit Red Wings
- 1997–98 - Detroit Red Wings
- 1998–99 - Dallas Stars
- 1999–00 - Dallas Stars
- 2000–01 - Colorado Avalanche
- 2001–02 - Detroit Red Wings
- 2002–03 - Mighty Ducks of Anaheim
- 2003–04 - Calgary Flames
- 2004–05 - Vacante por huelga de jugadores
- 2005–06 - Edmonton Oilers
- 2006–07 - Anaheim Ducks
- 2007–08 - Detroit Red Wings
- 2008–09 - Detroit Red Wings
- 2009–10 - Chicago Blackhawks
- 2010–11 - Vancouver Canucks
- 2011-12 - Los Angeles Kings
- 2012-13 - Chicago Blackhawks
- 2013-14 - Los Angeles Kings
- 2014-15 - Chicago Blackhawks
- 2015-16 - San Jose Sharks
- 2016-17 - Nashville Predators
- 2017-18 - Vegas Golden Knights
- 2018-19 - Saint Louis Blues
- 2019-20 - Dallas Stars
- 2020-21 - Montreal Canadiens
- 2021-22 - Colorado Avalanche
- 2022-23 - Vegas Golden Knights

## Títulos por equipo
| Títulos | Equipo                         |
| ------- | ------------------------------ |
| 7       | Chicago Blackhawks             |
| 7       | Edmonton Oilers                |
| 6       | Detroit Red Wings*             |
| 6       | Philadelphia Flyers*           |
| 4       | Minnesota/Dallas (North) Stars |
| 3       | Calgary Flames                 |
| 3       | Los Angeles Kings              |
| 3       | New York Islanders*            |
| 3       | Vancouver Canucks              |
| 3       | St. Louis Blues                |
| 2       | Anaheim (Mighty) Ducks         |
| 2       | Colorado Avalanche             |
| 1       | Nashville Predators            |
| 1       | San Jose Sharks                |
| 1       | Vegas Golden Knights           |